# نجيب الله حقاني
نجيب الله حقاني (بالبشتوية: نجیب اللہ حقانی)‏ هو قيادي في حركة طالبان و هو وزير الاتصالات الحالي في إمارة أفغانستان الإسلامية منذ 7 سبتمبر 2021. كما عمل في وزارات مختلفة في الحكومة السابقة (1996-2001). هو ابن عم نور جلال، نائب وزير الداخلية منذ عام 2021.

## انظر أيضُا
- نور جلال
- عبد الرزاق آخند زاده
- عبد الحق آخند